# 霍冀
霍冀（1516年—1575年），字堯封，號思齋，山西汾州孝義縣人，明朝政治人物，嘉靖甲辰进士，官至兵部尚書。

## 生平
正德十一年（1516年）正月二十九日生，嘉靖二十三年（1544年）甲辰科三甲十二名進士。授永平府推官，嘉靖二十七年（1548年）十一月擢廣西道監察御史。清戎兩浙，三十三年巡按河南，剿平土賊師尚詔。三十六年（1557年）五月陞大理寺右寺丞，十二月轉左寺丞，三十七年九月升遷都察院右僉都御史、巡撫寧夏，三十九年九月改任巡撫保定兼提督紫荆等关。四十年五月召還京，協理都察院事。奉命往山東治河，十月加升兵部右侍郎，兼都察院右佥都御史、总理宣大蓟镇粮饷，四十一年七月自宣大二镇查理军饷还京复命，并辞去兼官。四十二年三月考察被劾，调任南京工部右侍郎，四十三年二月改任南京兵部右侍郎，四十四年八月改任为户部右侍郎兼都察院右佥都御史、巡抚山东，四十五年升刑部左侍郎，闰十月改兵部左侍郎兼右佥都御史，代陈其学總督陝西三邊軍務。隆慶元年（1567年）十月晉兵部尚書，参与明朝三大营（五军营、神枢营、神机营）建构。隆慶四年（1570年）乞歸，萬曆三年（1575年）三月二十六日卒，卒年六十。

## 家族
曾祖霍深；祖父霍鳳；父霍文会，母郭氏。子霍鍾瑜，官长芦运同。孫霍沁，万历庚子举人。玄孫霍焜，崇祯十二年举人。

## 著作
有《九邊圖說》。明末陈子龙在其所编之《皇明经世文编》中有一卷专门收录霍冀的著作。